# Nakano, Nagano
Nakano (中野市 Nakano-shi) là một thành phố thuộc tỉnh Nagano, Nhật Bản.